# SAGEM
SAGEM（サジェム、Société d’Applications Générales de l’Électricité et de la Mécanique 、直訳すると「電気と機械の総合アプリケーション企業」）は、フランスの軍需エレクトロニクス、家電機器、通信システムなどを扱う企業。
2005年、スネクマとの合併でサフラングループを形成した。SAGEM の通信部門は SAGEM Communication としてサフラングループの一企業となり、軍需部門は Sagem Défense Sécurité となった。

## 歴史
1925年、パリで当時25歳の Marcel Môme が創設した機械製造会社が母体である（当時の名称は頭字語になる前の名称）。電気回路部品、電力網用装置、カメラ、プロジェクター、軍事用装置などを開発製造していた。
1942年、フランス通信省の委託を受けて新通信システムのテレックスプリンタを開発した。これをきっかけとして、SAGEMは通信分野に進出した。
SAGEM は事業を大きく2つに分けていた。
- 通信部門（フランスの通信機器市場では2位のシェアだった）
- 防衛・セキュリティ部門（誘導装置、観測ドローン、暗号装置、生体認証システムなど。フランスの関連市場では3位のシェアだった）

製品の品揃えは、電話と軍事エレクトロニクスを中心に拡大していった。1961年、SAGEM はフランス初の弾道ミサイルの慣性航法装置の供給業者となり、フランス初の潜水艦発射弾道ミサイルの光学システムと航法システムも提供した。
1980年代から1990年代にかけ、SAGEM は電気通信と家電機器の分野で積極的に拡大していった。
2005年、SAGEM はスネクマと合併し、サフラン (SAFRAN) となる。
2007年、SEGAM はインドにて、 Bleu のブランド名で携帯電話事業を立ち上げた。